# وارلوغولونغ
وارلوغولونغ (1977) هي لوحة أكريليك على قماش للفنان الأسترالي الأصلي كليفورد بوسوم تجابالتجاري.  كانت اللوحة مملوكة لبنك الكومنولث الأسترالي لسنوات عديدة، تم بيع العمل من قبل تاجر الأعمال الفنية هانك إيبس في 24 يوليو 2007، وبيعت بسعر قياسي لأي عمل فني أسترالي معاصر للسكان الأصليين تم شراؤه في مزاد، حيث تم شراؤه من قبل المعرض الوطني الأسترالي مقابل 2.4 مليون دولار أسترالي.
توضح اللوحة قصة كائن من أسلاف الأستراليين الأصليين يسمى لونغكاتا، إلى جانب ثمانية أحلام أخرى مرتبطة بالمواقع التي كان لدى الرسالم كليفورد بوسوم معرفة تقليدية عنها. يمثل أسلوب الرسم المميز الذي طوره فنانو بابونيا تولا في السبعينيات، ويمزج تمثيل المناظر الطبيعية مع الأيقونات الاحتفالية. يصفها الناقد الفني بنيامين جينوتشيو بأنها «عمل ذو أهمية وطنية حقيقية وواحدة من أهم اللوحات الأسترالية في القرن العشرين».

تُظهر التفاصيل الهيكل العظمي لأحد أبناء لونغكاتا ، على خلفية تمثل الدخان والرماد

## تاريخ البيع
تم عرض وارلوغولونغ لأول مرة في عرض في Alice Springs ، حيث اجتذب حشودًا من المشاهدين المهتمين، لكنه فشل في البيع. ثم أدرج معرض Realities Gallery في ملبورن العمل في معرض كبير لأعمال Papunya Tula الفنية. تم شراؤها مقابل 1200 دولار أسترالي من قبل بنك الكومنولث، الذي علقها في كافتيريا مركز تدريب البنك في شبه جزيرة مورنينغتون. باعها البنك بالمزاد عام 1996. توقعت دار المزادات التي تتداول العمل أن تجلب حوالي 5000 دولار ولم تظهر سمة لها في الكتالوج، لكن التجار بمن فيهم هانك إيبس، المزايد الناجح، أدركوا أهمية اللوحة وبيعت مقابل 36000 دولار بالإضافة إلى العمولة. بعد تعليق اللوحة في غرفة معيشة في إيبس لمدة أحد عشر عامًا، تم بيعها بالمزاد العلني في ملبورن من قبل سوذبيز في 24 يوليو 2007. بيعت مقابل 2.4 مليون دولار، متجاوزة الرقم القياسي السابق للوحة الأسترالية الأصلية، التي تم تعيينها عندما تم شراء لوحة إميلي كنجوارري إنشاء الأرض في مايو من نفس العام مقابل مليون دولار فقط.
كان المشتري Warlugulong الصورة في المتحف الوطني في أستراليا، التي اشترت العمل كجزء من هدايا الذكرى ال25. يعتبر المعرض أن اللوحة ربما تكون الأهم في مجموعتها للفن الأسترالي الأصلي. اعتبارًا من عام 2016، يتم عرض العمل في المعرض الوطني الأسترالي.

## روابط خارجية
- وارلوغونغ - مجموعة معرض أستراليا الوطني

تصنيفːلوحات أسترالية